# Palos de la Frontera
Palos de la Frontera hay Palos, là một thị xã và đô thị ở tây nam tỉnh Huelva, ở cộng đồng tự trị Andalusia. Thị xã này nằm cách tỉnh lỵ 13 km. Theo điều tra dân số năm 2006, dân số đô thị này là 8.415 người.
Palos là nơi có Rábida Monastery nơi Christopher Columbus đã hội kiến với Franciscans về kế hoạch tổ chức chuyến thám hiểm của mình. Ngày 3 tháng 8 năm 1492, tàu của Columbus đã ra đi từ đây để phát hiện ra châu Mỹ.
Có một nhà ga ở Madrid Metro đặt tên theo thị xã này.